# Franklin (Kalifornia)
Franklin – jednostka osadnicza w Stanach Zjednoczonych, w stanie Kalifornia, w hrabstwie Merced.